# Сомон (адміністративна одиниця)
Сомон, Сум, Суму або Сумон (кит.: 苏木, монг. сум, тув. сумон) — найменша адміністративно-територіальна одиниця КНР і Монголії, а також Росії.

## КНР
Сомон (кит.: 苏木, суму) — адміністративно-територіальна одиниця КНР волосного рівня (乡级 Сянцзи), присутня тільки в Внутрішній Монголії. Загальне число — 181. Сомон аналогічний волостям інших одиниць КНР. Сомон більше села, але менше  хошуну .

### Етнічний Сомон
Національний Сомон (кит.: 民族 苏木, міньцзу суму) — термін, використовуваний для тих сомонів КНР, де переважають національні меншини. За даними на 2010 рік існує тільки один н. с. — Евенкійський національний сомон. Аналогом національного сомона в інших одиницях КНР є національна волость.

## Монголія
Раніше
Сомон — складова частина хошунів в дореволюційній Монголії, введена манчжурський урядом після ділення монгольських князівств на хошунів/знамена. Сомон ділився на багі і Арбани. На чолі сомону перебував дарга (начальник), який призначається хошунним князем-дзасаком (правителем).
Зараз
Сомон (по-монгольські пишеться монг. сум) — складова частина аймаків Монголії з 1924 року. Загальне число 330. У період соціалізму представляли із себе центральні садиби колективних господарств. Більш точним є назва сум, оскільки більш точно відповідає сучасній монгольській мові. У постсоціалістичний час, коли в адміністративному розподілі Монголії були скасовані міста (як адміністративно-територіальні одиниці), всі міста Монголії формально отримали статус сомонів (часто назви сомонів відрізняються від назв власне міст). У деяких випадках статус сомонів отримали і селища міського типу. Сомони підрозділяються на  багі , які в період існування колективних господарств на російську переводилися як «бригади». У більшості випадків єдиним постійним поселенням на території сомона є селище-центральна садиба, зазвичай населення такого селища складає від 500 до 1500 жителів. У рідкісних випадках у складі сомона є й інше постійне поселення (якщо воно зіставне за чисельністю населення з центром сомона, то воно іменується монг. тосгон, тобто селище міського типу). Великі центри сомонів можуть складатися не з одного, а з двох або трьох багів.

## Росія
Сомон (для Тиви використовується сумон) — складова частина кожуунів (районів) республіки Тива. Загальне число в Тиві — близько 100.
Також, у минулому, складова частина аймаків в Бурятії — нині збереглися в назві деяких сільських поселень в Кіжингинський район республіки (наприклад, сільське поселення «Кіжингинський Сомон»). Слово  Сомон  використовується на неофіційному рівні стосовно до муніципального утворення з переважаючим корінним населенням. На офіційному рівні використовується термін  сільське поселення .